# Bill Bradley
Bill Bradley (n. 28 iulie 1943, Crystal City⁠(d), Missouri, SUA) este un politician american, medaliat olimpic. A participat la o ediție a Jocurilor Olimpice (1964) în care a câștigat o medalie de aur.
A urmat cursurile Universității Princeton (1961-1965). În perioada 1970-1973 a fost senator al New Jersey.